# Caffè Aragno
Le Caffè Aragno est un célèbre café situé via del Corso à Rome.

## Histoire
Inauguré en 1888, le caffè Aragno atteint le maximum de sa notoriété dans les années 1930 où il devient un haut lieu du rendez-vous culturel, politique et mondain de la capitale romaine. Les intellectuels et artistes se rencontraient, dans la terza saletta (le « troisième salon »), alors saturée de fumée de tabac, qu'Orio Vergani en 1938 définit comme le sancta sanctorum de la littérature, de l'art et du journalisme. Parmi ses fidèles habitués se retrouvaient Vincenzo Cardarelli et Antonio Baldini qui écrivit le premier numéro de La Ronda ainsi que Filippo Tommaso Marinetti, Emilio Cecchi, Ardengo Soffici, Giuseppe Ungaretti, etc. : une œuvre nommée Gli amici al caffè, peinte en 1930, par Amerigo Bartoli, représente un instantané de ce groupe d'intellectuels et d'artistes attablés au caffè Aragno.